# Kjell Olofsson
Kjell Olofsson, född 23 juli 1965 på Källö-Knippla, är en före detta svensk fotbollsspelare. Han spelade 91 matcher och gjorde 38 mål under sina tre säsonger i Dundee United på Tannadice Park.